# 의정부공업고등학교
의정부공업고등학교(議政府工業高等學校)는 대한민국 경기도 의정부시 가능동에 있는 공립 고등학교이다.

## 학교 연혁
- 1943년 5월 10일 : 4년제 농업학교 인가, 초대 일본인 金子孝次郞 교장 취임
- 1946년 6월 30일 : 6년제 고급중학교 인가
- 1947년 4월 1일 : 의정부 농업중학교로 교명 변경
- 1951년 8월 30일 : 학제변경으로 의정부농업고등학교와 의정부중학교로 분리 병설
- 1961년 3월 9일 : 의정부실업고등학교 교명 변경
- 1964년 2월 3일 : 의정부종합고등학교로 교명 변경
- 1970년 3월 1일 : 의정부중·종합고등학교로 분리
- 1974년 3월 1일 : 의정부공업고등학교로 교명 변경
- 1978년 3월 1일 : 산업체 특별학급 설치
- 1989년 4월 20일 : 95경기도 지방 기능 경기 대회 개최 (~ 26일)
- 2020년 1월 8일 : 제71회 졸업식 거행(443명) 총 30,609명
- 2021년 7월 6일 : 꿈터(4차산업융합실) 개소
- 2023년 3월 1일 : 제25대 김주한 교장 취임, 반도체과 신설
- 2023년 5월 12일 : 꿈이룸터(4차산업융합실) 개소
- 2025년 1월 8일 : 제76회 졸업식 거행(199명) 총 31,876명

## 설치 학과
- 컴퓨터응용기계과
- 자동차과
- 건축디자인과
- 건설정보과
- 반도체과
- 화학시스템공업과
- 스마트전자과
- 전기에너지과

## 참고 자료
- 의정부공업고등학교 - 한국교육학술정보원 학교알리미